# American Optical
American Optical est une société américaine de fabrication et commercialisation de verres correcteurs. La société basée à Southbridge, est intégrée à Carl Zeiss Vision filiale de Carl Zeiss.
American Optical a été l'un des géants mondiaux de l'optique, touchant à tous les domaines tels les verres correcteurs, les lentilles de contact, les instruments d'optique, mais aussi le matériel de chirurgie, le cinéma, les montures, les lunettes de sécurité et les fibres optiques. La marque AO est aujourd'hui encore présente sur les cinq continents par l'intermédiaire des géométries progressives. 

## Histoire

### 1826-1869: la naissance d'un géant
En 1826, William Beecher arrive à Southbridge,, à la fin de son apprentissage de bijoutier et ouvre une boutique d'horlogerie-bijouterie. Ambitieux et curieux, ce fils de fermier avec ses trois apprentis, Cole, Phelps et Farrington, démarre en 1833 la fabrication de monocles en argent à l'angle de Main Street et Central Street et baptise cette nouvelle boutique the Old Spec Shop. Cette activité modeste - avoir fabriqué 6 montures par jour était considéré comme une bonne journée -  s'avère rentable. Cette fabrication manuelle n'est plus adaptée, aussi Beecher invente et met au point des machines qui lui permettent en 1843 de fabriquer les premières montures de lunettes en acier, puis en 1848 les montures en or. En 1852 l'entreprise fabrique 15 000 montures par an.
Cole prend la tête de l'entreprise quand Beecher prend sa retraite en 1862. En 1864 il embauche George Washington Wells, un jeune homme de 17 ans, qui s'applique à organiser et rentabiliser la production. Ses efforts sont couronnés de succès au point que Cole lui propose en 1869 de devenir membre de la Direction. G W Wells n'a que 22 ans.
Le 26 février 1869 American Optical Company (AO) est fondé avec un capital de 50 000 $ .

### 1870-1945: le verre correcteur
Le métier consistant à fabriquer des montures enchâssant les verres correcteurs, l'idée de G W Wells est alors, en 1871, de fabriquer l'inverse : des montures sans cerclage, appelées monture percée (en) (rimless). L'entreprise faisait venir les verres des Pays-Bas mais les délais de livraison pouvaient atteindre jusqu'à un an. Aussi, en 1883, AO décide de se lancer dans la fabrication de ses propres verres. C'est chose faite le 18 janvier 1884 avec la production de verres à puissance sphérique. En 1886, plus d'un million trois cent mille paires de lunettes sont vendues.
En 1891, Cole part en retraite et G W Wells devient président d'AO. En 1893, AO produit des verres à puissance torique et adopte le système dioptrique pour mesurer la puissance d'un verre correcteur. En 1898, le Office of Standard Weights and Measures adopte le système de mesure optique d'AO comme normes officielles pour l'industrie du verre. 
En 1909, AO ouvre un département de recherche sous la direction de J.Cheney Wells. En 1916 le Dr Edgar Derry Tillyer (1881 New Jersey- 1973 Southbridge) est embauché au centre de Recherche et un an plus tard dépose un brevet sur le calcul et l'utilisation de courbures pour la fabrication d'un verre optique. En 1921, il invente le frontofocomètre qui sert à mesurer la puissance effective d'un verre. Le Dr Anna Estelle Glancy, mathématicienne, intègre l'équipe de recherche et dépose pour AO, le 9 décembre 1924, sous le n° 1,518,405 le premier brevet d'une géométrie progressive sur verre de lunette.
AO dépose un brevet le 26 avril 1929 sur les verres cambrés polarisants Polaroid, qui sera breveté n°1.918.848 le 18 juillet 1933. Ces verres seront commercialisés en 1947 par AO et Polaroid.
En 1936, les ventes représentent 19M$ et AO compte 7 000 salariés, et Albert Wells après 45 ans passés dans la compagnie, transmet la direction à son fils Georges B. Wells. 18,5 M paires de lunettes sont fournies à l'armée américaine en 1942.

### 1945-1982: l'expansion vers de nouveaux domaines
En 1945 le verre pour le cinéma, qui absorbe la chaleur et transmet les couleurs est développé, mais aussi les yeux artificiels peints à la main. En 1947 AO démarre la fabrication de lentilles de contact. En 1948 est créée la division "Plastics" qui regroupe la recherche sur les nouveaux matériaux, qui débouchera en 1957 sur la commercialisation de Plasticor renommé ensuite AOlite puis Aolite CR-39 (en) en 1959. AO et la CIA travaillent conjointement dès 1954 sur les fibres optiques.
9 000 investisseurs achètent des actions quand AO entre en 1954 dans le marché public. Le système Todd-AO est développé par le producteur Mike Todd pour la projection cinématographique sur grand écran en 1955. Le film Oklahoma ! est le premier à utiliser cette technologie. Les ventes d'AO atteignent le niveau record avec 76 M$ en 1956.
En 1967, la société Warner-Lambert Co rachète AO et ses diverses divisions : Montures (1833), Verres (1881), Instruments (1921), Safety (1923), Lentilles de contact (1946), Fibres optiques (1959). En 1982, Photolite, le premier verre photochromique organique au monde est lancé aux États-Unis. Ce verre ne rencontrera pas le succès.
Quand Warner-Lambert décide de vendre les Divisions Verres, Safety, et Lentilles de Contact d'AO à Maurice Cuniffe en 1982, elle ne gardera dans son giron que les Divisions Instruments et Fibres optiques. Il est à noter que ces deux divisions seront ultérieurement vendues à la compagnie Schott, historiquement associée au groupe industriel Carl Zeiss en 1987. La division Lentilles de Contact sera vendue par M. Cuniffe en 1984 au groupe Ciba-Geigy.

### 1982-1996: un rayonnement mondial
L'usine de fabrication de palets semi-finis minéraux ouvre en 1984 à Tijuana au Mexique.
le Dr John Winthrop, qui est entré dans la compagnie en 1967 devient directeur du département Recherche. Il conçoit des surfaces progressives comme l'Ultravue en 1975, dépose en 1981 le brevet du verre progressif Truvision, puis le AO Omni Bipolar en 1989, basé sur une idée révolutionnaire de thermodynamique, suivi un an après du verre progressif AO Technica puis en 1992 de AO Pro.
La société se développe à l'international. Le dirigeant de la filiale anglaise, Jeremy Bishop prend la direction de l'Europe, puis du groupe AO.
Le 6 mai 1996, Sola International Inc rachète la division "Ophtalmics Lens" d'American Optical à Maurice Cuniffe pour 100M$ et la rebaptise AO Lens Company.

### 1996-2005: de fusion en fusion
AO commercialise alors en 1998 AO Compact, le premier verre progressif au monde spécialement conçu pour les petites montures, dernière innovation du Dr Winthrop. Ce succès mondial redresse les finances du groupe et en avril 2000 Jeremy Bishop devient Président d'AO-SOLA. Les deux marques AO et Sola vivent en bonne intelligence. Mais le marché ophtalmique fait face à une concurrence mondiale acharnée.
Pendant ce temps, sont lancés AO b'active en 2000 puis AO Pro Easy en 2003. L'entreprise poursuit ses restructurations et le 22 mars 2005, Carl Zeiss Vision voit le jour sous la forme d'une coentreprise 50/50 % entre Carl Zeiss et le fonds d'investissement EQT, propriétaire de Sola. Elle compte 65 sites de fabrication dans le monde, et 2 centres de Recherche et de Développement en Allemagne et en Australie. En décembre 2010 Carl Zeiss devient le seul et unique actionnaire de Carl Zeiss Vision en rachetant les parts du fonds d'investissement EQT.